# Квасницький Олексій Володимирович
Олексі́й Володи́мирович Квасни́цький (1900–1989) — академік АН УРСР (1951), доктор біологічних наук (1940), професор (1941), Заслужений діяч науки України (1960), Герой Соціалістичної Праці (1966).

## Біографія
Народився 24 лютого 1900 року в селі Лиса Гора на Миколаївщині.
1925 року закінчив Кам'янець-Подільський сільськогосподарський інститут (нині Подільський державний аграрно-технічний університет).
У 1926–1930 рр. викладав фізіологію у Вінницькому сільськогосподарському технікумі.
З початку 1930-их років і до кінця свої днів життя і діяльність Олексія Володимировича пов'язана з Полтавщиною.
У 1931–1941 рр. — науковий співробітник науково-дослідного інституту свинарства (м. Полтава).

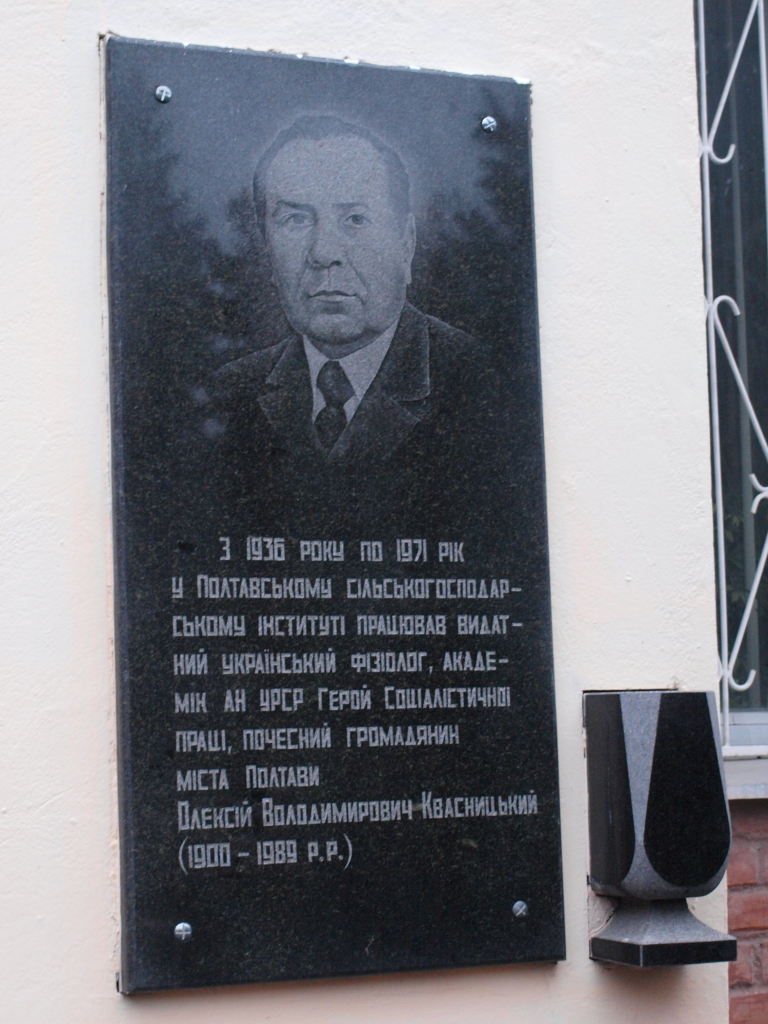

З 1934 по 1971 роки очолював кафедру фізіології сільськогосподарських тварин Полтавського сільськогосподарського інституту.
З 1944 року завідувач лабораторії фізіології розмноження тварин Полтавського науково-дослідного інституту свинарства.
Помер 27 листопада 1989 року.
Похований в Полтаві на міському кладовищі по вулиці Європейській.

## Наукова діяльність
Займався питаннями фізіології сільськогосподарських тварин, зокрема проблемами травлення свиней, фізіологію їх розмноження і штучного запліднення, проблемами вегетативної гібридизації сільськогосподарських тварин.
В 1930-х роках в Полтавському науково-дослідному інституті свинарства на чолі з академіком О. В. Квасницьким здійснені фундаментальні дослідження з фізіології травлення у свиней, результати яких стали теоретичною основою для подальшої розробки оптимальних норм годівлі.
У 1950 році О. В. Квасницьким вперше у світі одержані хірургічним способом поросята-трансплантати. Дещо пізніше він же розробив і впровадив в широку виробничу практику технологію фракційного методу штучного осіменіння свиней. За вирішення цієї та інших галузевих проблем у 1966 році йому присвоєно звання Героя Соціалістичної Праці, а в 1977 році він став Лауреатом Державної премії України.

## Нагороди
- два ордена Леніна
- два ордена «Знак Пошани»
- Лауреат Державної премії УРСР в галузі науки і техніки (1977)

## Пам'ять
У 2000 р. його ім'я присвоєно Інституту свинарства ім. Академіка О. В. Квасницького (Постанова Кабінету Міністрів України від 13.07.2000 р. № 1116).